# Lola Créton
Lola Créton (París, 16 de diciembre de 1993). es una actriz francesa.

## Biografía
Es la hija del actor François Créton actor esencialmente de doblaje.

## Filmografía

### Cine
- 2004 : Imago, corto métrage de Aline Ahond
- 2007 : El Cuarto de las muertes de Alfred Lot : Éléonore
- 2008 : Los Niños de Timpelbach de Nicolas Bary : Mireille Stettner
- 2009 : Barba Azul de Catherine Breillat : Marie-Catherine
- 2009 : Malban, corto métrage de Élodie Bouédec
- 2011 : En ville, de Valérie Mréjen y Bertrand Schefer : Iris
- 2011 : Un amor de juventud, de Mia Hansen-Løve : Camille
- 2012 : Después de mayo, de Olivier Assayas : Christine
- 2013 : Los Salauds, de Claire Denis : Justine
- 2014 : Desaparecida en invierno de Christophe Lamotte : Laura
- 2016 : Los Redondos-puntos del invierno, mediano métrage de Laura Tuillier y Louis Seguin : Alice Chateau
- 2015 : Tom, corto métrage de Andrea Cohen-B : Léa
- 2016 : Cornisa Kennedy de Dominica Cabrera : Suzanne/Suzanna
- 2019 : Dos hilos de Félix Moati : Hija Facultad

### Televisión
- 2007 : Louis Page, episodio El Donativo de Elsa realizado por Nicolas Bary
- 2012 : Hollyoaks Later, estación 5, cinco primeros episodios realizados por Alex Kalymnios y Darcia Martin : Lola
- 2015 : Dos de Anne Villacèque : Marianne
- 2018 : Desveladas de Jacob Pastor : Anaïs

## Teatro
- 2020 : Los padres terribles de Jean Cocteau, puesta en escena de Christophe Perton, Teatro Nacional de Niza : Madeleine

## Premios
- 2018 : Premio joven esperanza femenina Adami en el Festival de la ficción TV de La Rochelle para Desveladas.[1]